# Italie au Concours Eurovision de la chanson 1985
L'Italie a participé au Concours Eurovision de la chanson 1985 le 4 mai à Gothembourg, en Suède. C'est la 28e participation de l'Italie au Concours Eurovision de la chanson.
Le pays est représenté par le duo Al Bano et Romina Power et la chanson Magic Oh Magic (en), sélectionnés en interne par la RAI.

## Sélection
Le radiodiffuseur italien, la Radiotelevisione Italiana (RAI, Radio-télévision italienne), choisit l'artiste et la chanson en interne pour représenter l'Italie au Concours Eurovision de la chanson 1985.
| Artiste                 | Chanson             | Langue  | Traduction         |
| ----------------------- | ------------------- | ------- | ------------------ |
| Al Bano et Romina Power | Magic Oh Magic (en) | Italien | Magique oh magique |

Lors de cette sélection, c'est la chanson Magic Oh Magic, interprétée par Al Bano et Romina Power, qui fut choisie pour représenter l'Italie à l'Eurovision 1985. 
Le chef d'orchestre sélectionné pour l'Italie à l'Eurovision 1985 est Fiorenzo Zanotti (en).

## À l'Eurovision

### Points attribués par l'Italie
| 12 points | Irlande     |
| 10 points | France      |
| 8 points  | Royaume-Uni |
| 7 points  | Finlande    |
| 6 points  | Norvège     |
| 5 points  | Israël      |
| 4 points  | Suède       |
| 3 points  | Chypre      |
| 2 points  | Danemark    |
| 1 point   | Luxembourg  |

### Points attribués à l'Italie
| 12 points                         | 10 points | 8 points  | 7 points   | 6 points              |
| --------------------------------- | --------- | --------- | ---------- | --------------------- |
| - Espagne - Luxembourg - Portugal | - Chypre  | - Turquie |            | - Autriche - Finlande |
| 5 points                          | 4 points  | 3 points  | 2 points   | 1 point               |
| - France                          | - Israël  |           | - Belgique | - Danemark            |

Al Bano et Romina Power interprètent Magic Oh Magic en 12e position, suivant Israël et précédant la Norvège, qui remportera le concours par la suite. À la fin du vote, l'Italie termine 7e sur 19 pays, ayant reçu 78 points au total,.